# Kodela Péter
Kodela Péter (Kancsóc, 1839. május 6. k. – Felsőszölnök, 1894. március 31.) magyarországi szlovén római katolikus pap, a felsőszölnöki Keresztelő Szent János templom lelkipásztora.

## Élete
Édesapja Kodela József a mai Felsőszentbenedeken (ma Kančevci, Szlovénia) volt tanítómester. Édesanyja nemesi származású volt, Gombosy Klára.

A papi hivatásra készült és utolsó elemi iskolai éveit már kisszeminaristaként végezte, s a vasi megyeszékhelyen tanult teológiát, s 1863. július 20-án felszentelték, majd októberben káplánná nevezték ki Novára. 1864 márciusától Cserensóc (Cserföld) (ma Črenšovci) káplánja összesen három hónapig, Csendlakon (ma Tišina) pedig csaknem egy évig.
1865-ben nevezték ki káplánnak a reformkori író Kossics József felsőszölnöki pap mellé, akinek már vagy három évtizede nem volt segítője, s egyedül kellett ellátni a nagy kiterjedésű egyházközséget. Kodela feladatai közé tartozott, többek között a fiókegyház kápolnájában való misézés. Szölnök fiókegyháza ez időben Csöpincen (Kerkafő) (ma Čepinci) volt.

Mikor Kossics 1867 karácsonyán meghalt, az újévtől Kodela lett az adminisztrátor, majd májusban plébánossá nevezték ki. Kossicshoz hasonlóan meglehetősen hosszú ideig igazgatta Felsőszölnököt és igen nagy tiszteletnek örvendett a faluban.
Sírköve eredeti állapotában maradt fönn a falu temetőjében, közel Kossicséhoz.